# Lygarina finitima
Lygarina finitima là một loài nhện trong họ Linyphiidae.
Loài này thuộc chi Lygarina. Lygarina finitima được Alfred Frank Millidge miêu tả năm 1991.